# Improvisationsteater

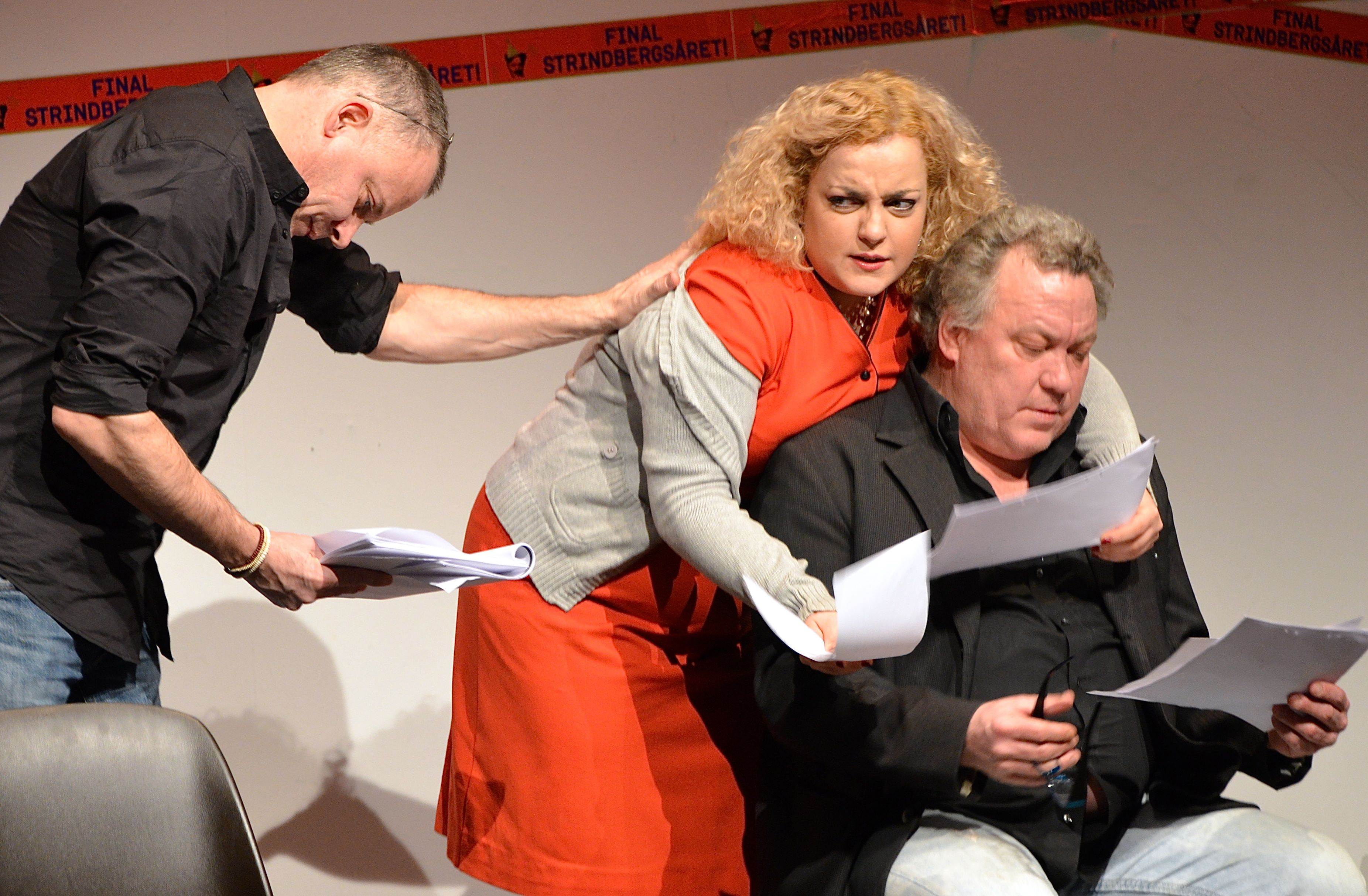
Improvisationsteater under Strindbergsårets sista dag, den 20 januari 2013 i Kulturhuset i Stockholm. Gerhard Hoberstorfer, Shima Niavarani och Leif Andrée.

Improvisationsteater eller Improv Comedy är teater utan manuskript, främst med fokus på humor och komik. Det är en utbredd konstform som utövas i många länder. Det finns flera olika former, till exempel teatersport, långform och kortform.
Keith Johnstone introducerade improvisationsteater i Sverige under 1980-talet. I USA är det mest Del Close och Viola Spolin som förknippas med konstformen.
I Sverige finns det ett antal olika teatrar och humorgrupper som håller på med improvisationsteater; så som Stockholms improvisationsteater, Presens Impro, Improvisationsstudion, International Theater Stockholm, Göteborgs Improvisationsteater, Dramaverket, Göteborg Improv Comedy Club och Mind Melt. Dessa teatrar sysslar enbart med Improviserad teater eller Improv Comedy. 
Det finns även en del podcasts som berör Improvisationsteater och Improv Comedy, till exempel Impropodden, Improsnack och Tonys Impropod. 
I USA är improvisationsteater mer känt som en humorform än teaterform. Där använder sig komiker ofta av formen för att ta fram humor i sketcharbete. Saturday Night Live (SNL) är ett sketchprogram i USA där många av komikerna har uppkommit genom improvisationskomik. SNL i sin tur hämtar många av sina aktörer från Second City, en närmast komikerfabrik i Chicago som utvecklats ur teatergruppen The Compass vilken startades av Paul Sills. Paul Sills var son till Viola Spolin som går under epitetet improvisationsteaterns urmoder i USA.
Helge Skoog och Suzanne Osten lanserade Teatersport på 1980-talet. Teatersport spelades på Stockholms Stadsteater 1978 till 1982 och rönte stor framgång.[källa behövs] Teatrar utmanade varandra på lekfullt framförda improvisationer. Dramaten, Fria Proteatern, Turteatern med flera var teatrar som var med – i vilkas lag ingick skådespelare som Helge Skoog, Pia Johansson, Per Eggers, Ulla Skoog, Tomas Bolme, Peder Falk, Lennart R Svensson, Sven Wollter, Marvin Yxner, med flera.